# Villarocca
Villarocca, o anticamente Villa Rocca, è una frazione del comune cremonese di Pessina Cremonese posta a nordest del centro abitato presso l'Oglio.

## Storia
L’etimologia di Villarocca è legata alla presenza di una fortificazione o rocca qui sorta per due motivi: la vicinanza del fiume Oglio, la linea di confine tra lo Stato di Milano ed il territorio di Brescia, e la posizione elevata, considerata importante dal punto di vista strategico. Le vicende di questo borgo si mescolano con quelle del vicino centro di Isola Dovarese che porta il nome di quel Buoso da Dovara, sfortunato ghibellino, il quale, dopo essere giunto a signoreggiare Cremona, venne sconfitto dalle truppe guelfe e angioine e costretto a riparare nella fortezza di Villarocca che, dopo varie vicissitudini, venne distrutta nel 1411 da un altro, temporaneo, signore di Cremona, Cabrino Fondulo.
Nel paese è degna di nota Villa Fraganeschi, del tardo settecento, legata al nome di Ignazio Maria Fraganeschi, vescovo di Cremona, che qui amava trascorrere brevi periodi di riposo.
La località era un piccolo villaggio agricolo di antica origine del Contado di Cremona con 240 abitanti a metà Settecento.
In età napoleonica, dal 1810 al 1816, Villa Rocca fu già frazione di Pessina, recuperando però l'autonomia con la costituzione del Regno Lombardo-Veneto.
All'unità d'Italia nel 1861, il comune contava 518 abitanti.
Nel 1868 il comune di Villa Rocca venne soppresso ed annesso al comune di Pessina Cremonese.